# Grammoptera
Grammoptera es un género de coleópteros crisomeloideos de la familia Cerambycidae. Se distribuyen por el paleártico.

## Especies
Se reconocen las siguientes:
- Grammoptera abdominalis (Stephens, 1831)
- Grammoptera andrei Holzschuh, 1999
- Grammoptera angustata Pic, 1892
- Grammoptera auricollis Mulsant & Rey, 1863
- Grammoptera baudii Sama, 1992
- Grammoptera bipustulata Steiner, 1975
- Grammoptera brezinai (Holzschuh, 1998)
- Grammoptera cyanea Tamanuki, 1933
- Grammoptera coerulea Jureček, 1933
- Grammoptera debilipes (Holzschuh, 1991)
- Grammoptera elongata Pic, 1941
- Grammoptera exigua (Newman, 1841)
- Grammoptera fulgidipennis Holzschuh, 1991
- Grammoptera gracilis Brancsik, 1914
- Grammoptera grammopteroides (Pic, 1892)
- Grammoptera haematites (Newman, 1841)
- Grammoptera lenis (Holzschuh, 1999)
- Grammoptera matsudai Hayashi, 1974
- Grammoptera merkli Frivaldszky, 1884
- Grammoptera militaris (Chevrolat, 1855)
- Grammoptera molybdica (LeConte, 1850)
- Grammoptera nanella (Wickham, 1914)
- Grammoptera paucula (Holzschuh, 1999)
- Grammoptera querula Danilevsky, 1993
- Grammoptera rhodopus (LeConte, 1874)
- Grammoptera ruficornis (Fabricius, 1781)
- Grammoptera semimetallica Pic, 1939
- Grammoptera subargentata (Kirby in Richardson, 1837)
- Grammoptera ustulata (Schaller, 1783)
- Grammoptera viridipennis Pic, 1893